# غواصة يو-23 (ألمانيا)
غواصة يو-23 تعتبر واحد من 329 غواصة خدمت في البحرية الإمبراطورية الألمانية في الحرب العالمية الأولى. شاركت الغواصة في الحرب البحرية وشارك في معركة الأطلنطي الأولى.خرجت الغواصة في ثلاث دوريات حربية وقامت بعمليات إغراق سبع سفن بما مجموعه 8،822 طنًا إجماليًا. تم اصطيادها بواسطة السفينة الاميرة لويز وتم نسفها وتدميرها من قبل الغواصة البريطانية أتش أم أس سي27 في شتلاند في اسكتلندا. مات أربعة وعشرون رجلا ونجا 10 اخرون.